# William F. Streeter

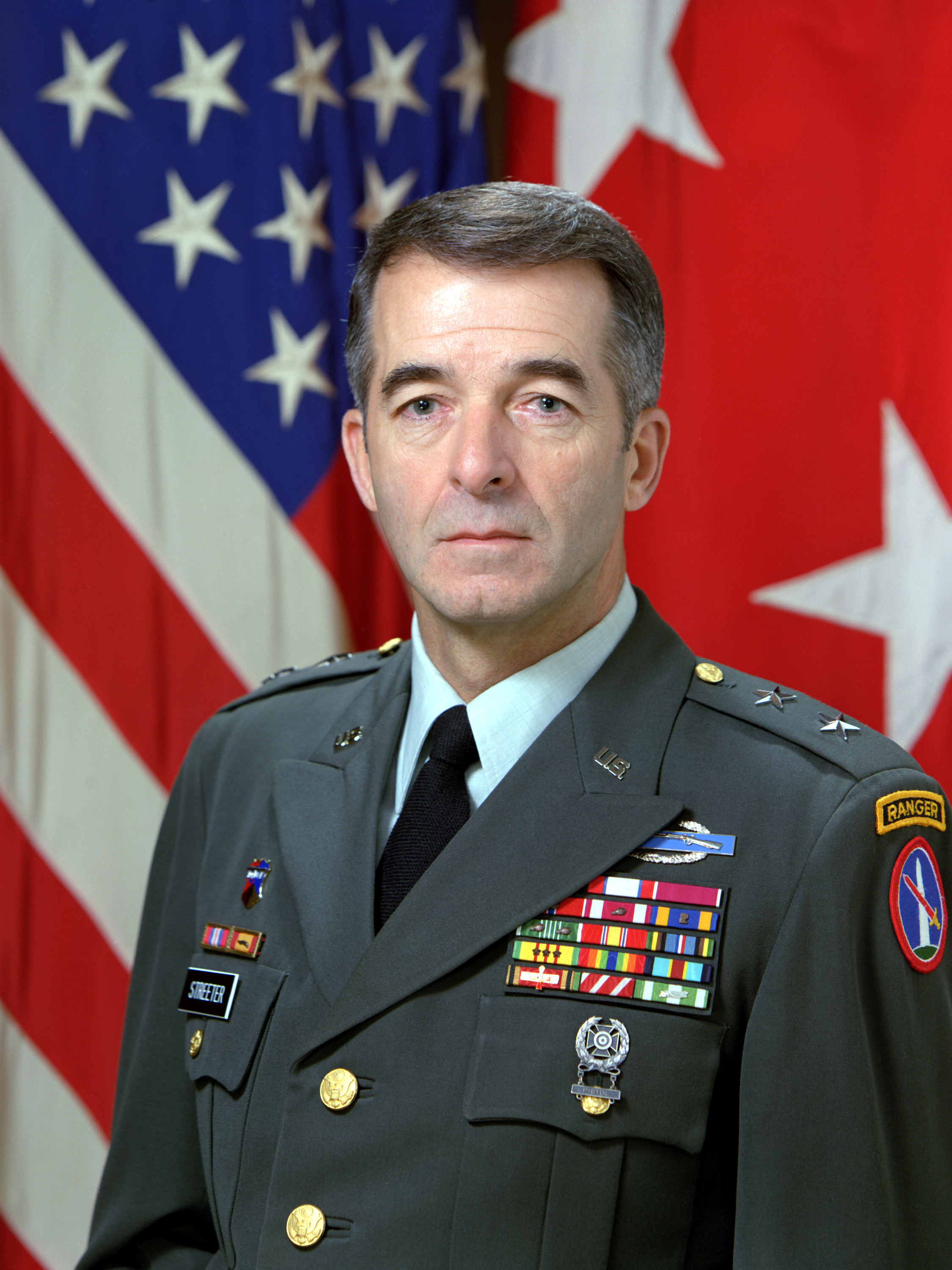
William F. Streeter (1990)

William Frederick Streeter (* 14. Juli 1937 in Greenfield, Franklin County, Massachusetts) ist ein pensionierter Generalmajor der United States Army. Er war unter anderem Kommandeur der 1. US-Kavalleriedivision.
Über das ROTC-Programm der Norwich University gelangte William Streeter im Jahr 1959 in das Offizierskorps des US-Heeres. In der Armee durchlief er anschließend alle Offiziersränge vom Leutnant bis zum Zwei-Sterne-General. Im Lauf seiner militärischen Karriere absolvierte er verschiedene Kurse und Schulungen. Dazu gehörten unter anderem der Armor Basic Course, der Armor Advanced Course, das Armed Forces Staff College und das United States Army War College. Außerdem erhielt er einen akademischen Grad vom Shippensburg State College.
In seinen jüngeren Jahren absolvierte er den für Offiziere in den niederen Rangstufen üblichen Dienst in verschiedenen Einheiten und Standorten in den Vereinigten Staaten. Dazu gehörten auch Aufgaben als Stabsoffizier in verschiedenen Hauptquartieren. Er war im Vietnamkrieg eingesetzt und diente im Stab mehrerer Panzereinheiten aber auch im Pentagon. Zwischenzeitlich gehörte er der Verwaltung des Command and General Staff Colleges an.
William Streeter kommandierte unter anderem ein Bataillon des 66. Panzerregiments und die 2. Brigade der 1. Kavalleriedivision. Im Jahr 1988 erhielt er als Nachfolger von John J. Yeosock das Kommando über die 1. Kavalleriedivision, das er bis Juli 1990 innehatte. Anschließend erhielt er das Kommando über den Militärbezirk um die Bundeshauptstadt Washington, D.C. (United States Army Military District of Washington). Diesen Posten bekleidete er bis zum 20. Mai 1993. Danach ging er in den Ruhestand.

## Orden und Auszeichnungen
William Streeter erhielt im Lauf seiner militärischen Laufbahn unter anderem folgende Auszeichnungen:
- Army Distinguished Service Medal
- Legion of Merit
- Bronze Star Medal
- Meritorious Service Medal
- Air Medal